# Лазарус, Ричард
Ри́чард Ла́зарус (англ. Richard S. Lazarus; 3 марта 1922, Нью-Йорк — 24 ноября 2002, Уолнат-Крик) — американский психолог, специалист в области психологии личности и эмоций, психологического стресса и адаптации, психологического здоровья. Автор ряда шкал и опросников (в том числе Копинг-тест Лазаруса), широко применяемых в исследованиях эмоциональных состояний.

## Биография
Ричард Лазарус родился 3 марта 1922 года в Нью-Йорке, в еврейской семье.
В 1942 году окончил Городской колледж Нью-Йорка. После службы в армии, Р. Лазарус поступил в Питтсбургский университет, который окончил в 1948 году. После учебы работал в Университете Джонса Хопкинса (1948—1953) и Университет Кларка (1953—1957). В 1957 году Р. Лазарус перешёл работать в Калифорнийский университет в Беркли, в котором оставался до самого выхода на пенсию в 1991 году.
Начиная с конца 1950-х годов, Р. Лазарус начал проводить экспериментальные исследования по изучению эмоций и стресса. В 1966 году выходит самая знаменитая книга Р. Лазаруса «Psychological Stress and Coping Process» («Психологический стресс и процесс совладания»). Р. Лазарус в своей книге обратился к понятию «копинг» для описания осознанно используемых человеком приемов для совладания со стрессом и с порождающими тревогу событиями. Лазарус определял копинг как «непрерывно меняющиеся попытки в когнитивной и поведенческой областях справиться со специфическими внешними или внутренними требованиями, которые оцениваются как чрезмерные или превышающие ресурсы человека».
Р. Лазарус был широко востребованным специалистом и часто читал лекции в университетах разных стран. В 1969 и 1970 годах был награждён стипендией Гуггенхайма. В 1989 году за выдающийся научный вклад получил награду от Американской психологической ассоциации. В 1988 году Р. Лазурусу присвоено звание почётного профессора Майнцского университета Иоганна Гутенберга, в 1995 году стал почётным профессором Хайфского университета.
После выхода на пенсию в 1991 году Лазарус продолжал активно работать, писал многочисленные статьи и книги.
24 ноября 2002 года Ричард Лазарус скончался после неудачного падения в своём доме.